# حمام لپویی
حمام لپویی مربوط به دوره قاجار است و در شهرستان شیراز، بخش زرقان، شهر لپوئی، خیایان معلم، کوچه میثاق واقع شده و این اثر در تاریخ ۲۸ شهریور ۱۳۸۶ با شمارهٔ ثبت ۱۹۷۳۰ به‌عنوان یکی از آثار ملی ایران به ثبت رسیده است.